# Edifici d'apartaments Garbí
L'Edifici d'apartaments Garbí és una obra de les darreres tendències de Torroella de Montgrí (Baix Empordà) inclosa a l'Inventari del Patrimoni Arquitectònic de Catalunya.

## Descripció
Gran edifici d'apartaments situat a l'Estartit, davant del mar. Té planta irregular i en la seva composició hi ha un clar predomini de l'horitzontalitat. Consta de planta baixa, tres pisos i terrat; la planta baixa és ocupada per botigues, i als pisos hi ha apartaments amb balcó al passeig Marítim. A la part posterior l'edifici s'adapta al traçat del carrer, i presenta obertures petites, quadrades.

## Història
El projecte de l'obra va ser realitzada l'any 1987 i s'executà el 1988, sota la direcció de l'arquitecte Carles Ferrater i Lambarri.